# Rench
Rench er en flod i  den tyske delstat Baden-Württemberg og en af Rhinens bifloder med en længde på  59 km. Den  har sit udspring nær bjerget Kniebis, ikke langt fra Bad Griesbach i Schwarzwald. Den munder ud i Rhinen nær Rheinau/Lichtenau.
Rench løber gennem Renchdalen og byerne Bad Peterstal, Oppenau, Lautenbach, Oberkirch og Renchen. I Oppenau munder Lierbach ud i Rench.
Området omkring de øvre dele af Rench er et populært turområde.
48°43′22″N 7°58′00″Ø / 48.7227°N 7.9666°Ø